# ینطا
ینطا (به عربی: ينطا) یک منطقهٔ مسکونی در لبنان است که در کفر قوق واقع شده‌است.
 ینطا ۳۱٫۱۱ کیلومتر مربع مساحت دارد  ۱٬۵۴۰ متر بالاتر از سطح دریا واقع شده‌است.